# Jesús Blanco Villar
Jesús Blanco Villar (Rois, 26 de marzo de 1962) es un exciclista español, profesional entre los años 1982 y 1998.
Su mejor año como profesional fue, sin duda, en 1985, año que consiguió vencer en la Vuelta a Galicia y en la Vuelta a Valencia, aunque sus mejores victorias llegaron en la Vuelta a España 1986, donde consiguió dos etapas, vistiéndose incluso una etapa de líder y, la etapa conseguida en la Vuelta de 1987.
Tras abandonar el ciclismo profesional, se convirtió en director deportivo de algunos clubes de ciclismo locales. Fue uno de los directores deportivos del Xacobeo Galicia. Desde 2014, es el director del Club Ciclista Padrones-Aluminios Cortizo.

## Palmarés
1984
- 1 etapa de la Volta a Cataluña

1985
- 1 etapa en la Vuelta a Andalucía.
- Vuelta a Asturias, más 2 etapas
- Vuelta a Castilla y León, más 1 etapa
- Vuelta a la Comunidad Valenciana, más 2 etapas
- 1 etapa de la Vuelta a Murcia
- Vuelta a Galicia, más 2 etapas

1986
- 1 etapa de la Vuelta a Burgos
- 2 etapas de la Vuelta a España

1987
- 1 etapa de la Vuelta a Galicia
- Vuelta a Cantabria, más 2 etapas
- 1 etapa de la Vuelta a Andalucía
- 1 etapa de la Vuelta a España
- 1 etapa de la Vuelta a Andalucía

1988
- G. P. Cuprosan

1990
- Memorial Manuel Galera

1991
- Vuelta al Alentejo

1995
- 1 etapa en Volta a Tras os Montes e Alto Douro

1996
- Circuito de Rio Maior
- Volta às Terras de Santa Maria Feira

1997
- 1 etapa del G. P. Sport Noticias
- 1 etapa en G. P. do Minho
- G. P. Gondomar, más 1 etapa

1998
- Circuito de Rio Maior
- Prémio de Abertura

## Resultados en las Grandes Vueltas
| Carrera         | 1983 | 1984 | 1985 | 1986 | 1987 | 1988 | 1989 | 1990 | 1991 | 1992 | 1993 |
| --------------- | ---- | ---- | ---- | ---- | ---- | ---- | ---- | ---- | ---- | ---- | ---- |
| Giro de Italia  | -    | -    | -    | -    | -    | -    | 25º  | -    | -    | -    | -    |
| Tour de Francia | -    | -    | -    | 25º  | Ab.  | 35º  | -    | -    | -    | -    | -    |
| Vuelta a España | 45.º | 30.º | -    | 16.º | 25.º | 7.º  | 16.º | -    | 16.º | 36.º | 25.º |